# Енди Витфилд
Енди Витфилд (енгл. Andy Whitfield; 17. октобар 1971 — 11. септембар 2011) био је аустралијски глумац велшког порекла. Најпознатији је био по улози Спартака у ТВ–серији Спартак: крв и песак у којој је глумио у првој сезони. Године 2010. сазнао је да болује од рака и повукао се из серије иако је снимање друге сезоне требало да почне. Витфилд је поред тога играо епизодне улоге у још четири серије, а снимио је и два филма: научнофантастични Gabriel и трилер The Clinic. Последњу изјаву за јавност дао је када се повукао из Спартака: „Мислим да је време да ја и моја породица кренемо на једно друго, необично путовање.“ Умро је у својој кући, у Сиднеју, где је живео са женом и двоје деце.